# Sunday at the Village Vanguard
Die beiden Alben Sunday at the Village Vanguard und Waltz for Debby mit Bill Evans, Scott LaFaro und Paul Motian enthalten Live-Aufnahmen vom 25. Juni 1961 aus dem New Yorker Jazzclub Village Vanguard.
Diese Alben gelten als Meilensteine des Jazz und haben einen großen Einfluss auf die Entwicklung des Triospiels gehabt. Die Musik ist gekennzeichnet durch ihre lyrische Schönheit, die subtile Interaktion zwischen den Musikern und die einfühlsame Interpretation durch Evans am Klavier.

## Vorgeschichte der Aufnahmen
Nach den Aufnahmen für Kind of Blue von Miles Davis im März und April 1959 war Bill Evans der Meinung, ein Klaviertrio sei die geeignete Ausdrucksform für seine kreativen Ideen. Er suchte daher ab Mitte des Jahres nach den richtigen Partnern für Bass und Schlagzeug. Bill fand sie in dem jungen Bassisten Scott LaFaro und dem Schlagzeuger Paul Motian, dem er schon einige Jahre zuvor im Sextett von Jerry Wald begegnet war.
Nach anfänglichen musikalischen Verständigungsschwierigkeiten – LaFaro probierte einen gitarrenähnlichen Sound aus – nahm das Trio im Oktober 1959 die Platte Portrait in Jazz auf. Eine weitere Steigerung ihrer musikalischen Verständigung erreichten sie im Laufe des Jahres 1960 – nur gibt es aus dieser Zeit nur Bootlegs, mitgeschnitten im Birdland-Jazzclub. Im Februar 1961 ließ der Produzent von Riverside Records Orrin Keepnews die Platte Explorations einspielen. Diese war sozusagen die Vorbereitung für jene Aufnahmen, die dann viereinhalb Monate später zum Höhepunkt für das Trio werden sollten.

## Das Konzert im Village Vanguard
Die Live-Aufnahmen im New Yorker Jazzclub Village Vanguard entstanden zum Abschluss eines zweiwöchigen Engagements; sie gelten heute als Meilensteine des Modern Jazz und Vorbild für unzählige Piano-Trio-Formationen (die bekannteste ist wohl das Keith-Jarrett-Standards-Trio mit Gary Peacock und Jack DeJohnette). Der Kritiker Ira Gitler schrieb damals unter dem unmittelbaren Eindruck des Konzerts: „Die Musik des Trios umhüllte mich mit einer magischen Aura. Ich hob dermaßen ab, dass sich mein Bewusstsein förmlich in Klänge aufzulösen schien – Kopf und Körper wurden zu einem riesigen Ohr, die Musik durchströmte mich und Bills Bemerkung, sie [die Musik] sei eben nichts als Feeling, ist mir nie deutlicher geworden.“
Der gewaltige Eindruck, den die Aufnahmen auf die damalige Jazzszene machten, resultiert aus dem intuitiven Zusammenspiel, das die drei Musiker am Zenit ihrer gemeinsamen Arbeit erreichten. Scott LaFaro hatte sich in den zwei Jahren während der Zeit bei Bill Evans technisch und musikalisch enorm weiterentwickelt. Doch die Euphorie fand schon zehn Tage später ein jähes Ende: LaFaro verunglückte am Morgen des 6. Juli mit seinem Auto tödlich. Der Verlust traf Bill Evans so stark, dass er sich mehrere Monate von der Szene zurückzog und erst im Oktober wieder zu einer Plattenproduktion überredet werden konnte.

## Rezension
Thom Jurek schrieb im AllMusic zu Sunday at the Village Vanguard, dem er die Höchstnote verlieh: „Während Waltz for Debby im Rückblick so etwas wie ein Showcase für Evans’ brillantes, subtiles und weitgefächertes Klavierspiel“ sei, sei dieses Album „eine Hommage an das Genie und die Leistung von LaFaro“. Jurek hebt in seiner Rezension des nachfolgenden Waltz for Debby hervor, dass es Evans als einen „intensiven Romantiker“ zeige, „schamlos emotional“, was sich in hohem Maße in My Foolish Heart und Detour Ahead offenbare. Seine impressionistische Spielweise spiele in ihrer harmonischen Architektur von den mittleren Registern aus und gehe tief in Klangräume, in denen er zahlreiche melodische Fragmente gleichzeitig erzeuge. Als Sideman spiele er in Milestones mit rhythmischer Intensität. Das Zusammenspiel des Trios gelinge besonders hervorragend in My Romance; hier sei Motians Arbeit mit dem Besen vorzüglich, rasant und elegant, und LaFaro kontrolliere die Dynamik des Stückes mit seinem federleichten pizzicato-Spiel und lasse Evans’ tief emotionale Statements unangestrengt swingen. Von den vielen Aufnahmen, die Evans veröffentlichte, seien die beiden Vanguard-Alben und Explorations „the ultimate expressions of his legendary trio.“
Auch Richard Cook und Brian Morton verliehen dem Album im Penguin Guide to Jazz die Höchstnote (samt zusätzlicher „Krone“): Es sei [gegenüber die Vorgängeralben] „fundiert mit einem zusätzlichen Sinn für Entdeckungen, als ob die Musiker plötzlich gewahr wurden, dass sie den Höhepunkt ihrer Leistungen zelebrierten.“
Brian Priestley hob Waltz for Debby in der umfänglichen Evans-Diskografie hervor und erwähnte die Lockerheit in der musikalischen Entwicklung des Trios in den achtzehn Monaten seit den Aufnahmen zu Portrait in Jazz
Das Magazin Rolling Stone wählte Sunday at the Village Vanguard in seiner Liste Die 100 besten Jazz-Alben auf Platz 65. Waltz for Debby gelangte dort auf Platz 72.

## Editionsgeschichte
Die veröffentlichten Aufnahmen enthalten die Stücke vom Nachmittags- und vom Abendkonzert; zum Teil wurden in den 5 Sets einige Stücke sogar dreimal gespielt.
Nach Scott LaFaros Tod erschien zunächst die Platte Sunday at the Village Vanguard Featuring Scott LaFaro (Riverside RLP 9376). Evans wählte hierfür bewusst Stücke aus, die der verunglückte Bassist geschrieben hatte (Gloria’s Step und Jade Visions) bzw. auf denen längere Soli von ihm zu hören sind. Damit widmete Evans diese Platte ausdrücklich seinem verstorbenen Freund.
Kurz darauf erschienen die weiteren Titel des Konzerts auf der Platte Waltz for Debby (Riverside RLP 9399). Die erst später veröffentlichten Alternate Takes fehlten auf den Original-Schallplatten.
Das Jazzlabel „Riverside Records“ wurde nach Tod des Labelchefs Bill Grauer 1962 aufgegeben. Sein Partner Orrin Keepnews machte unter dem Label Milestone Records weiter. Folglich erschienen die Aufnahmen dann bei Milestone, aber unter dem Titel The Village Vanguard Sessions (Milestone M-7002). Die restlichen alternate Takes wurden später auf More from the Village Vanguard (Milestone M-9125) veröffentlicht.
Bei der Wiederveröffentlichung im CD-Format wurden die Alternate Takes in die zunächst erschienenen Platten integriert (auch wenn dies nicht dem zeitlichen Ablauf des Nachmittags- und Abendkonzerts entspricht). Die CDs erschienen dann bei Original Jazz Classics unter den alten Titeln Sunday at the Village Vanguard (RLP 9376/OJCCD 140-2) und Waltz for Debby (RLP 9399/OJCCD 210-2). Erst die CD-Sammlung The Complete Village Vanguard Recordings, 1961, die 2005 erschien, macht auf 3 CDs die Konzerte in ihrer Abfolge nachvollziehbar und enthält auch die Bühnenansagen sowie einen missglückten Anfang von Gloria’s Step (take 1).
Die CD At the Village Vanguard (R 60-017) ist ein Sampler, der auf einer CD die wichtigsten Stücke zusammenfasst.

## Die Stücke

### Sunday at the Village Vanguard
1. Gloria’s Step (take 2) – 6:05  (LaFaro)
2. My Man’s Gone Now – 6:21 (DuBose Heyward, George Gershwin)
3. Solar – 8:56 (Miles Davis)
4. Alice in Wonderland (take 2) – 8:32 (Sammy Fain, Bob Hilliard)
5. All of You (take 2) – 8:20 (Cole Porter)
6. Jade Visions (take 2) – 3:46 (LaFaro)
7. Gloria’s Step (take 3) – 6:55
8. Alice in Wonderland (take 1) – 9:01
9. All of You (take 1) – 8:05
10. All of You (take 3) – 5:06
11. Jade Visions (take 1)

Titel 7–11 sind Bonustracks auf späteren Veröffentlichungen.

### Waltz for Debby
1. My Foolish Heart – 4:56 (Ned Washington, Victor Young)
2. Waltz for Debby (take 2) – 6:54 (Evans)
3. Waltz for Debby (take 1) – 6:47
4. Detour Ahead (take 2) – 7:35 (Lou Carter / Herb Ellis / John Frigo)
5. Detour Ahead (take 1) – 7:18
6. My Romance (take 1) – 7:11 (Rodgers und Hart)
7. My Romance (take 2) – 7:11
8. Some Other Time – 5:02 (Comden, Green, Bernstein)
9. Milestones – 6:37 (Miles Davis)
10. Porgy (I Loves You, Porgy) – 5:57 (George Gershwin / Ira Gershwin)